# Елце (Доња Саксонија)
Елце (њем. Elze) град је у њемачкој савезној држави Доња Саксонија. Једно је од 40 општинских средишта округа Хилдесхајм. Према процјени из 2010. у граду је живјело 9.238 становника. Посједује регионалну шифру (AGS) 3254014.

## Географски и демографски подаци
Елце се налази у савезној држави Доња Саксонија у округу Хилдесхајм. Град се налази на надморској висини од 79 метара. Површина општине износи 47,7 km². У самом граду је, према процјени из 2010. године, живјело 9.238 становника. Просјечна густина становништва износи 194 становника/km².

## Међународна сарадња
| Мјесто | Држава    | Врста сарадње | Од    |
| ------ | --------- | ------------- | ----- |
| Екуше  | Француска | партнерство   | 1971. |
| Извор  |           |               |       |